# Kościół św. Michała Archanioła w Warszawie (Mokotów)
Kościół św. Michała Archanioła – świątynia rzymskokatolicka znajdująca się przy ul. Puławskiej 95 w dzielnicy Mokotów w Warszawie. 

## Historia

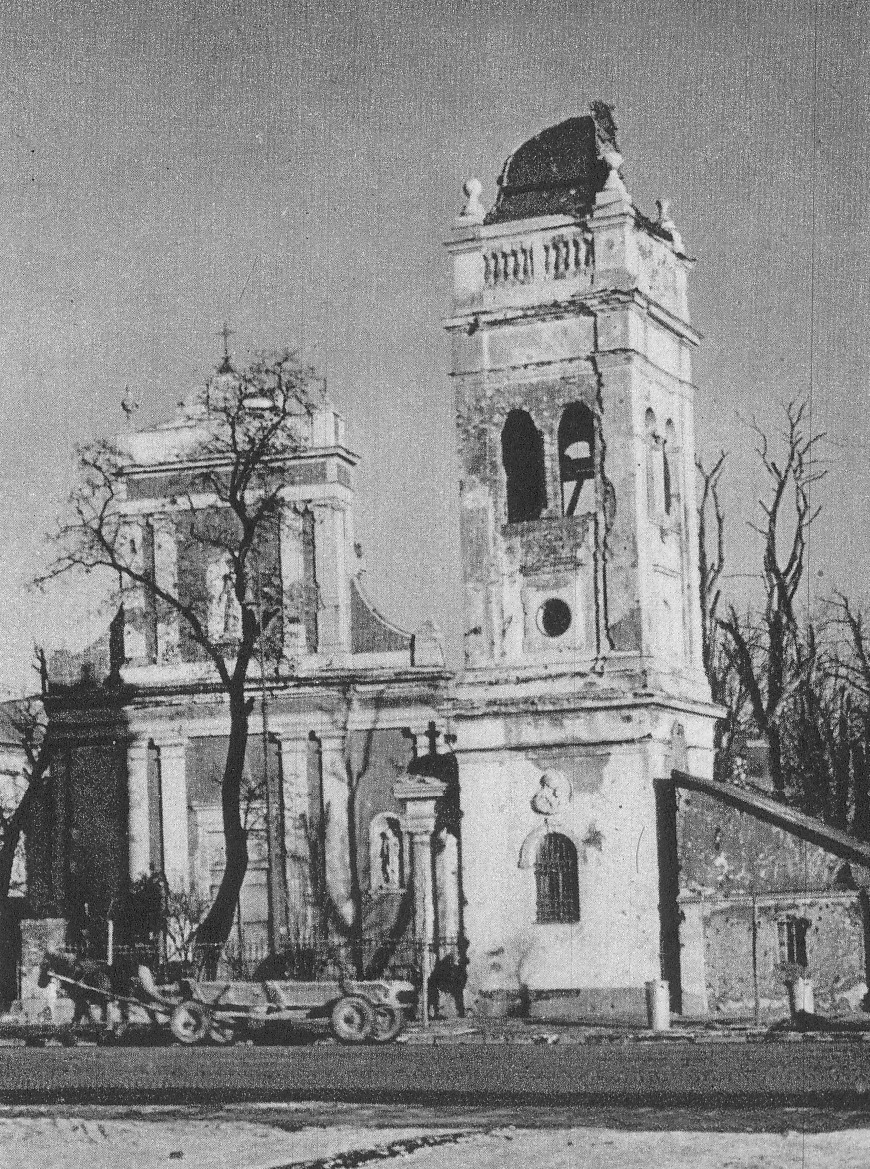
Kościół Narodzenia Najświętszej Maryi Panny, na którego miejscu powstała świątynia (1945). Widoczna zachowana dzwonnica

Świątynia powstała w miejscu wzniesionego w latach 1853–1856 i zniszczonego w czasie II wojny światowej kościoła Narodzenia Najświętszej Maryi Panny. 
Budowa kościoła rozpoczęła się w sierpniu 1950 roku. Przewodniczącym komitetu budowy został Bolesław Piasecki, projektantem budynku był Władysław Pieńkowski, a wystroju wnętrz Tadeusz Wojciechowski. 8 grudnia 1951 roku nastąpiło poświęcenie kamienia węgielnego przez księdza Prymasa Stefana Wyszyńskiego. W 1959 roku ukończono wschodnią część kościoła, która została poświęcona również przez Stefana Wyszyńskiego 21 listopada 1959 roku. 28 września 1962 odbyła się intronizacja obrazu Matki Boskiej Częstochowskiej namalowanego przez Leonarda Torwirta. 
Budowana świątynia do 31 października 1966 nosiła tytuł taki sam, jak jej poprzedniczka, tj. Narodzenia Najświętszej Maryi Panny. Został on zmieniony dekretem Stefana Wyszyńskiego. Święty Michał Archanioł był patronem ofiarodawcy placu pod kościół, Michała Hieronima Radziwiłła.
Budowę całego kościoła zakończono w 1966 roku, konsekracji dokonał 16 listopada tego samego roku także Stefan Wyszyński.

## Wystrój i wyposażenie
Tabernakulum pochodzi z przedwojennego kościoła parafialnego Narodzenia Najświętszej Maryi Panny stojącego w tym samym miejscu. W prezbiterium znajduje się jeden z największych witraży w Europie, Zesłanie Ducha Świętego, autorstwa Tadeusza Wojciechowskiego. Witraż jego autorstwa znajduje się także w baptysterium.
W latach 1975–1977 Maria Hiszpańska-Neumann wykonała mozaikę w kaplicy św. Józefa oraz malowidła drogi krzyżowej w dolnym kościele. W 2002 roku Wojciech Myjak i Andrzej Sośnierz wykonali drogę krzyżową dla górnego kościoła.

### Dzwony
Na dzwonnicy kościoła wiszą cztery dzwony.
|   | Imię                 | Waga       | Ton    | Średnica | Rok odlania | Odlewnia                           |
| - | -------------------- | ---------- | ------ | -------- | ----------- | ---------------------------------- |
| 4 | św. Stefan           | ok. 220 kg | d" (-) | 70,5 cm  | 2004        | Ludwisarnia Felczyńskich, Taciszów |
| 3 | św. Józef            | ok. 290 kg | c" (-) | 78 cm    | 2004        | Ludwisarnia Felczyńskich, Taciszów |
| 2 | Maryja               | ok. 500 kg | a' (-) | 92 cm    | 2004        | Ludwisarnia Felczyńskich, Taciszów |
| 1 | św. Michał Archanioł | ok. 700 kg | g'     | 104 cm   | 2004        | Ludwisarnia Felczyńskich, Taciszów |